# Rivellia vaga
Rivellia vaga är en tvåvingeart som beskrevs av Osamu Namba 1956. Rivellia vaga ingår i släktet Rivellia och familjen bredmunsflugor. Inga underarter finns listade i Catalogue of Life.